# ロード・オブ・カオス
『ロード・オブ・カオス』（原題：Lords of Chaos）は、2018年制作のイギリス・スウェーデン・ノルウェーのスリラー映画。

## 概要
ブラックメタル黎明期の中核的存在だったノルウェーのバンド「メイヘム」の狂乱の青春を、ノンフィクション「ロード・オブ・カオス ブラック・メタルの血塗られた歴史」を原作に映画化。中心メンバーだったユーロニモスを主人公に、サタニズムを標榜し、過激な行動がエスカレートして次第に制御不能に陥っていく若者たちの暴走の軌跡を、虚実を織り交ぜつつ大胆かつ繊細に描き出していく。
R18+指定。監督を務めるのはヨナス・アカーランド。

## あらすじ
1987年、ノルウェー・オスロに住む19歳のギタリスト、ユーロニモスは、メンバーのネクロブッチャーとマンハイムと自宅の地下室でスタジオ練習したり、酒を飲む日々を過ごしていた。ドラムのマンハイムが脱退し、ヘルハマーが加入。ヴォーカルを募集していたある日、手紙の中に木で磔にしたネズミとデモテープを送ったデッドがメンバーに加わった。
ユーロニモス達は「真のブラック・メタル」を追求する全く新しいバンド「メイヘム」の活動に熱中していた。デッドはライヴ中に自身の身体を切り刻み、観客にその血をかけた上、豚の頭を投げるなどの行為を繰り返す。その過激さもあって、メイヘムは熱狂的にブラック・メタル・シーンに受け入れられるが、活動は長くは続かなかった。ある日、デッドが自らの両手首と首を切りつけ、ショットガンで頭をブチ抜き、自殺を果たした。発見者のユーロニモスは動揺しながらも親友の脳漿が飛び散る遺体の写真を撮り、頭蓋骨の欠片をメンバー達に送付し、喧伝することでカリスマ化。ユーロニモスはレコードショップ「ヘルヴェテ(地獄）」を根城に、“誰が一番邪悪か”を競うインナーサークルを作り、王として君臨するようになる。
そんなある日、店の中にヴァルグという青年に出会い、脱退したベースの代わりの穴埋めとして彼をメイヘムに加える。ヴァルグはユーロニモスと二人で教会を放火し、ブラック・メタルの伝説を作った。しかし、ヴァルグが起こした教会放火を契機に、主導権争いは熾烈化。歯止めが効かなくなった果て、ユーロニモスに悲惨な末路が待ち受けていた。

## キャスト

### メイヘム
ユーロニモス
演：ロリー・カルキン
本名はオイスタイン・オーシェト。メイヘムの創立者でギタリスト。メンバーと自宅でスタジオ練習をしたり、酒を飲む日々を過ごしていた。そんなある日、ドラムが脱退し、穴埋めとしてヘルハマーが加入。更に、スウェーデンから来たデッドと4人で活動を開始。ユーロニモス達は「真のブラック・メタル」を追求するメイヘムの活動に熱中し、デッドの過激なパフォーマンスもあってメイヘムは熱狂的にブラック・メタル・シーンに受け入れられる。しかし、デッドの死、ネクロブッチャーの脱退により再び2人となるものの、ユーロニモスはレコードショップヘルヴェテを根城に、“誰が一番邪悪か”を競うインナーサークルを作り、王として君臨するようになる。
そんなある日、ヴァルグという青年と出会った。彼をメイヘムのベーシストして加入させ、ヴァルグが教会に放火事件を起こしたのを機に2人の友情が生まれた。しかし、ヴァルグが起こした教会放火を契機に、主導権争いは熾烈化。警察にマークされヘルヴェテを閉店に追い込まれてしまう。ヴァルグが記者にインナーサークルのメンバーと存在を語り、激怒したユーロニモスは彼をスタンガンで気絶させ、森で縛り上げて死ぬまで拷問しようと画策した。更に一向にヴァルグのレコーディング費用を支払わないユーロニモスは彼の人間関係は悪化し、対立関係となった。しかし、ヴァルグとの関係を修復したい彼は手紙で「未払いのレコーディング費用は払う」という条件で契約書と手紙を送るが、それが悲惨な末路を迎える事は知る由もなかった。
ヴァルグ・ヴィーケネス
演：エモリー・コーエン
本名はクリスティアン・ラーション・ヴィーケネス。ソロバンドバーズムのボーカル。メイヘムのライブに訪れていた。ライブを終え、ダイナーで食事していた彼はユーロニモスに話しかけるも、相手にされなかった。その後、彼はユーロニモスのレコードショップヘルヴェテに訪れ、事務所の中でメイヘムのセッションメンバーとしてベーシストとして加入。バーズムのデモテープを聴いたユーロニモスは彼のプロデュースになり母の金を借りながらレコーディングを開始した。更に教会を放火した彼はユーロニモス、ファウストと3人で教会を燃やすなどその過激さを増す。取材の際にヴァルグが自ら教会放火を自白。翌日ケラング誌に載せられ、ニュースでも報道され、警察に逮捕されるが、証拠不十分で釈放。一方、未だユーロニモスからレコーディング費用を支払わない事や彼との人間関係が悪化。自身をスタンガンで気絶させ、森で拷問するというユーロニモスの計画を知ってしまう。ユーロニモスから届いた手紙の中に同封している契約書にサインし、ナイフを持ちついに彼はある行動に出る。
デッド
演：ジャック・キルマー
本名はペル・イングヴェ・オリーン。メイヘムのヴォーカル。スウェーデン出身。メイヘムがヴォーカリストを募集した際、手紙の中に磔にしたネズミの死体とデモテープを送り、スウェーデンからやってきた。彼は幼い頃、学校でいじめにあっており、その際の暴行が原因で脾臓破裂に至り、デッドは病院に担ぎ込まれ、一時臨床死の状態となり、蘇生し回復したものの、この臨死体験の後、デッドは死に憑りつかれていったとされている。車から降りた彼は狐の死体を吸収したり、自宅前で全裸になる、ライブ前には衣装を土の中に入れ、鳥の死骸が入った紙袋を吸収するという異様な行動を取っている。ライブになると彼は自らの腕をナイフで切りつき、その血を客に浴びせ、豚の首を投げつけるパフォーマンスをしていた。しかし、ある日デッドが自宅の中で両手首と首を切りつけ、最後にショットガンで自殺を図った。その後、遺体はユーロニモスに撮影され、頭蓋骨の欠片をメンバー達に送付した。
ヘルハマー
演：アンソニー・デ・ラ・トーレ
本名はヤン・アクセル・ブロンベルク。メイヘムのドラマー。前任メンバー脱退後に加入。額にバンダナを着けている。ドラムスティックを逆さ十字架のポーズをする。パワフルなドラムプレイが特徴。同居生活をしているメンバーの中で唯一、自宅を持っており、メイヘムと書かれたバンを乗っている。
ネクロブッチャー
演：ジョナサン・バーンウェル
本名はヨルン・ストゥッベルド。メイヘムのベーシストでオリジナルメンバー。黒髪で髭を生やしている。ユーロニモスとマンハイムと地下室でスタジオ練習をしたり、酒を飲む生活をしていた。唯一友人だったデッドの死を聞いた彼は、ユーロニモスがデッドの死体をアルバムのジャケットにしようとしたこと、彼の頭蓋骨でできたアクセサリーをユーロニモスから渡されたことに激怒し、メイヘムを脱退した。しばらく登場しなかったが、終盤ヘルハマーと登場した。
アッティラ・シハー
演：アリオン・シハー
メイヘムのセッションヴォーカリスト。ハンガリー出身。デッドの代わりにヴァルグと共にレコーディングに参加した。
マンハイム
演：ジェームズ・エドウィン
本名はヒェティル・マンハイム。メイヘムのドラマーでオリジナルメンバー。彼がユーロニモスの自宅で雑誌を読んでいた時に彼とネクロブッチャーにナイフで襲われそうになった。メイヘムのスタジオ練習の際に天井にドラムスティックが刺さっていた。バンドに嫌気がさし、メイヘムを脱退した。

### メイヘムをとりまく人々
ファウスト
演：ヴォルター・スカルスガルド
本名はバード・グリドヴィッキ・エイトゥーン。元エンペラーのドラマー。現在はレコードショップヘルヴェテの従業員として働いている。中盤、パブで飲んだ後、店を後にした彼は同性愛者にストーカーされ、触れられたファウストはナイフで彼の腹部を滅多刺しにした。翌日、この殺人事件が報道され、「自分がやった」と告白すると、ユーロニモスとヴァルグが祝いとして彼もまた教会を放火した。ヘルヴェテの片付けをした際、ヴァルグがインナーサークルの存在を記者に語った事を知ったユーロニモスは、彼をスタンガンで気絶させ、拷問するとブラックソーンに報告した。終盤、彼は何の抵抗もなく殺人及び教会放火の容疑で警察に自宅で逮捕された。
アン＝マリー
演：スカイ・フェレイラ
カメラマン志望の女性。メイヘムのライブに訪れていた。バンドのオフショットなどで撮影するうちにユーロニモスと恋人関係になる。
メタリオン
演：サム・コールマン
本名はジョン・クリスチャンセン。ユーロニモスの友人。巨漢で長髪が特徴。メイヘムのカメラマン、ライブの撮影者として登場。
ブラックソーン
演：ウィルソン・ゴンザレス・オクセンクネヒト
ヴァルグの友人で同居人。彼の運転手でインナーサークルのメンバー。普段は大人しいが、カメラマンがヴァルグを撮影した際、手を出していた。ヴァルグと2人でオスロへ向かう途中ヴァルグにダイ・ハード2を観たかどうか聞かれ、終盤ブラックソーンは取り調べの際、意味不明な言葉を発した。
ユーロニモスの妹
ユーロニモスが自宅でスタジオ練習をした際、「下手くそ」と言い放つが、ユーロニモスとの兄妹関係は良好な模様。

### その他
記者トンダーとカメラマン
ヴァルグの家に訪れた２人組の男性。彼が自らインナーサークルと教会放火と殺人事件について語る。カメラマンが無断でヴァルグを撮った際、ブラックソーンに止められた。ヴァルグの真相が分からない為、一度は帰ろうとするが、彼に止めれる。再び取材を応じた後、ヴァルグは髪で顔を隠しながら撮影を開始した。
マグネ・アンドレアセン
演：ヨン・オイガーデン
ファウストがパプで周りを見渡した時に目を付けた中年男性。同性愛者でファウストがパプから出た後、彼の後を追跡し、性行為を楽しもうとした所でナイフで滅多刺しにされ殺害される。翌日アンドレアセンの殺人現場がニュースで報道された。
アーノルド
冒頭に登場した男性。ケラング誌の関係者でブラックメタルを確立したユーロニモスと電話で話しをしようとした。
オカルタス
演：ルシアン・チャールズ・コリアー
ギルヴ・フェンリズ・ナジェル
演：アンドリュー・ラヴェル

## エピソード
- ユーロニモス役のカルキンはヴァルグ役のコーエンとは撮影期間中2人は良好的な関係だったが、「あのシーン(ラストの撮影)に入る時には前日から距離を置いた」と語った。
- 本作に登場したアンマリーはアカーランドによる創作。しかし、アッティラとその妻によれば、ユーロニモス死後数週間前に一緒にノルウェーに滞在しており、彼に恋人がいたのは事実である。
- アカーランドにインタビューをした川嶋未来は、生前ユーロニモスと電話で何度も話した事があり、1993年の夏にノルウェーへ行く計画を立てていたが、ユーロニモスが同年8月10日に自宅アパートで殺害されたことで、対面する事ができなかった。川嶋によれば、彼の死後3日前に最後の連絡を取っていたという。
- アッティラの役を演じたアリオン・シハーは、アッティラ・シハーの実子である。アカーランドはアッティラとは友人で、撮影現場に訪れた事がある。アカーランドはアリオンと話す前にアッティラに「問題ないか？」と聞いてみると「もちろん、良いアイディアだ」と語っていた。アッティラや彼の妻と家族も皆サポートしてくれたという。
- 教会を放火シーンは実際に行っていた。ノルウェーで本物の教会の映像を撮り、ハンガリーでは実際に教会を作っていた。撮影に使用した教会は２０メートルくらいの小さめを建てていた。
- 作中放送されていたニュース映像の中には実際のニュース映像を使用していた。
- 作中に登場したメタリオンは実在する人物でアカーランドと連絡を取っていた。メタリオンを演じたサム・コールマンがFacebookを通じてメタリオンにコンタクトをしていた。

## 用語
ロード・オブ・カオス
デッドが放った言葉。ロード・オブ・カオスとは混沌の覇者という意味。
メイヘム
バンドの創立者でギターのユーロニモスを中心に結成されたブラック・メタルバンド。当初はベースのネクロブッチャーとドラムのマンハイムの３人構成だった。マンハイム脱退後ドラムのヘルハマー、ヴォーカルのデッドが加入し、４人となった。彼らのライブは過激でデッドが自らの腕をナイフで切り付け、豚の首を投げるパフォーマンスをしていた。しかし、デッドの死、ネクロブッチャーの脱退によりヴォーカルとベースが空席になる。ヴァルグとアッティラがセッションメンバーとして参加し、1992年9月頃から、メイヘムの1stアルバム『De Mysteriis Dom Sathanas』をレコーディングする。
バーズム
ヴォーカルのヴァルグを中心に結成されたソロバンド。メンバーはおらず、ヴァルグのみ。バーズムのデモテープを聴いたユーロニモスは彼のプロデュースとなりヴァルグは母の金を借りながらレコーディングを開始した。
デッドの死
1991年4月8日、デッドが自宅の中で自らの両腕と首をナイフで切り付け、最後はショットガンで頭を撃ち抜き自殺を果たした。目撃者のユーロニモスはドアに鍵が掛かっており、家の鍵が無かったため、彼は開いている窓に登って家に入った。彼はデッドの遺体を見つけるとすぐにカメラを持ち、遺体の写真を撮り、彼の頭蓋骨をアクセサリーとして作りメンバーに送付した。
ヘルヴェテ
ユーロニモスがオスロの下町で経営したレコードショップ。そこに集まるブラック・メタルバンドのメンバーとインナーサークルという集団を構成。教会への放火など、犯罪行為がエスカレートしていく。しかし、ヴァルグが教会を放火した事が原因で警察にマークされ閉店に追い込まれる。
ブラックメタル・インナーサークル
ユーロニモス中心に結成された90年代初期のノルウェーのブラック・メタルバンドとその関係者らを指して使われたサークル。その中にはユーロニモス、ヴァルグ、ファウスト、ヘルハマー、メタリオン等もいる。バンドはメイヘムを中心にバーズム、エンペラー等も関わりを持っている。
デスライク・サイレンス・プロダクション
ユーロニモスが設立したノルウェー・オスロにあったインディーズレコード・レーベル。DSPと略されることもある。
教会放火事件
1992年6月6日、ヴァルグはベルゲンにあるファントフト・スターヴ教会が放火により焼け落ちた。同年ヴァルグは再びユーロニモスとヴィンダフィヨルドのショルド教会を放火し、更にファウストが殺人を犯し、8月23日に彼もまたヴァルグとユーロニモスと３人でホルメンコーレン教会を放火した。
悪魔崇拝者
サタニズムの意味。デッドの過激なライヴパフォーマンスとコープス・ペイントで世界のメタルシーンを席捲。同時に、ユーロニモスは「誰が一番邪悪か」を競い合うアンダーグラウンド集団「インナーサークル」を結成。その活動は過激化し、その中で悪魔崇拝者のヴァルグが教会連続放火を引き起こし、若者の暴動、ファウストが引き起こした殺人事件まで社会問題に発展した。

## 受賞
- サンダンス映画祭
- ロンドン映画祭
- ストックホルム国際映画祭
- パリ国際ファンタスティック映画祭正式出品作品
- シッチェス・カタロニア国際映画祭 作品賞ノミネート
- モリン映画祭
- 最優秀作品賞・主演男優賞受賞/監督賞・脚本賞ノミネートSplat
- 映画祭 観客賞部門 最優秀監督賞/最優秀ショック映画賞受賞

## Blu-ray&DVD

### BLACK BOX（完全無修正R-18＋)
発売日：2021/10/6（金）
映像特典：1.オリジナル予告編集（4種） 2.日本版予告編集（2種） 3.未公開シーン集(11種）
封入特典：1.オリジナル外装箱 2.LORDS OF CAOS POSERサコッシュ 3.ブックレット

### BLACK BOX（完全無修正R-18＋）
BLACK BOX&POSER Tシャツ＆オリジナルブックカバー
Tシャツつき限定版
PGS限定特典
BLACK BOX&POSER Tシャツ＆ポストカード3種セット

### 通常版（完全無修正R-18＋）
映像特典：1.オリジナル予告編集（4種） 2.日本版予告編集（2種） 3.未公開シーン集(11種）

### DVD通常版（R-15+版）
特典なし

## デジタル配信
2021年7月21日日本初解禁R-15版先行デジタル配信開始。Paravi、TSUTAYA TV、Amazon Prime Videoほか各動画配信サービスにて先行デジタル配信決定した。